# Потипово
Потипово — деревня в Холм-Жирковском районе Смоленской области России. Входит в состав Богдановского сельского поселения. Население — 9 жителей (2007 год). 
Расположена в северной части области в 37 км к западу от Холм-Жирковского, в 20 км юго-восточнее автодороги Р136 Смоленск — Нелидово, на берегу реки Осотня. В 23 км восточнее деревни расположена железнодорожная станция Канютино на линии Дурово — Владимирский Тупик. 

## История
В годы Великой Отечественной войны деревня была оккупирована гитлеровскими войсками в октябре 1941 года, освобождена в марте 1943 года.